# Hussam Fawzi
Hussam Fawzi Naji (né le 3 septembre 1974) est un footballeur irakien des années 1990 et 2000. Il évoluait au poste d'attaquant.

## Biographie
International irakien, il participe à la Coupe d'Asie des nations 1996 puis à la Coupe d'Asie des nations 2000 avec l'équipe d'Irak. Il prend également part à 4 matchs de qualification pour la coupe du monde 1998 et 1 match de qualification pour la coupe du monde 2006.